# Kanton Entrevaux
Kanton Entrevaux (fr. Canton d'Entrevaux) je francouzský kanton v departementu Alpes-de-Haute-Provence v regionu Provence-Alpes-Côte d'Azur. Tvoří ho šest obcí.

## Obce kantonu
- Castellet-lès-Sausses
- Entrevaux
- La Rochette
- Saint-Pierre
- Sausses
- Val-de-Chalvagne